# Аргентино-польские отношения
Аргенти́но-польские отноше́ния — двусторонние дипломатические отношения между Аргентиной и Польшей.

## История
В конце 1800-х годов прибыла первая крупная партия польских эмигрантов в Аргентину, которые бежали от нищеты и войны в родной стране и основали поселения в аргентинской провинции Мисьонес. В 1918 году в конце Первой мировой войны состоялся первый официальный контакт между странами, после провозглашения независимости Польши. В 1920 году Аргентина и Польша официально установили дипломатические отношения, которые были разорваны после вторжения нацистской Германии в Польшу в сентябре 1939 года. 20 июня 1946 года после окончания Второй мировой войны дипломатические отношения между Аргентиной и Польшей были восстановлены, затем страны открыли дипломатические представительства в столицах друг друга. В 1964 году страны повысили статус дипломатических представительств до посольств.
В годы существования Польской Народной Республики и Грязной войны в Аргентине отношения между странами находились на низком уровне. В 1986 году вице-президент Аргентины Виктор Иполито Мартинес осуществил официальный визит в Польшу. В октябре 1990 года президент Аргентины Карлос Менем стал первым главой государства, посетившим Польшу. В феврале 1995 года президент Польши Лех Валенса посетил с официальным визитом Аргентину. В Аргентине существует вторая по количеству польская община в Латинской Америке (после Бразилии), насчитывающая около 500 000 поляков и их потомков.

## Торговля
В 2015 году объём товарооборота между странами составил сумму 744 млн. долларов США. Экспорт Аргентины в Польшу: соевая мука, рыбное филе, фрукты, орехи и вино. Экспортом Польши в Аргентину: стальные заготовки, горнодобывающая техника, двигатели, бытовая техника, провода и телевизионные экраны.

## Дипломатические представительства
- Аргентина имеет посольство в Варшаве[8].
- У Польши имеется посольство в Буэнос-Айресе[9].